# 输导组织
输导组织（又稱維管束），和分生组织、基本组织、保护组织等同为植物的组织，葉脈就属于输导组织。輸導組織為組織層次。

## 内容
输导组织包括导管、筛管等。

## 作用
促进了运输作用，使高等植物对陆地生活有更强的适应力。